# Daft Punk
Daft Punk ist eine 1993 gegründete französische Formation der French-House-Musik und bestand aus Thomas Bangalter und Guy-Manuel de Homem-Christo. Beide hatten zuvor in der Rockband Darlin’ gespielt, bevor sie sich der Produktion elektronischer Musik zuwandten. Ihren ersten Hit hatte die Band mit der Single Da Funk (1995). Im Jahr 1997 erschien das kommerziell sehr erfolgreiche Album Homework. Seit dem Jahr 1999 traten beide nur noch mit Roboter-Helmen auf und gaben seither auch nur äußerst selten Interviews. Im Jahr 2000 wurde die Single One More Time ihr größter kommerzieller Erfolg, das zweite Album Discovery (2001) konnte sich ebenfalls international in den Charts platzieren. Das Duo produzierte danach noch zwei weitere Studio-Alben und den Soundtrack zum Film Tron: Legacy (2010). Außerdem erschienen die beiden von Daft Punk produzierten Filme Interstella 5555 – The 5tory of the 5ecret 5tar 5ystem (2003) und Daft Punk’s Electroma (2006). Bis zu ihrer Auflösung im Februar 2021 verkaufte die Band international mehr als 80 Millionen Tonträger und zählt damit zu den erfolgreichsten französischen Musikern der letzten 30 Jahre.

## Geschichte

### Anfänge und Darlin' (1987 bis 1992)
Thomas Bangalter und Guy-Manuel de Homem-Christo gründeten mit zwölf Jahren ihre erste Band „Darlin’“ gemeinsam mit Laurent Brancowitz (Gitarre), aktuell Mitglied der Gruppe Phoenix. In Großbritannien stieß ihr rockiger Sound jedoch auf Kritik. Ein Journalist der britischen Musikzeitschrift Melody Maker bezeichnete die Musik der Band als „daft punky thrash“, was Bangalter und Homem-Christo später bei der Namenswahl zu ihrem neuen Projekt aufgriffen. Brancowitz verließ die Band und Bangalter und Homem-Christo entdeckten House und Techno für sich. 1993 gründeten sie Daft Punk als neues Projekt für ihre gemeinsamen House- und Technoproduktionen.

### Erste Auftritte und Singles (1993 bis 1996)
Ihre ersten Maxi-Singles veröffentlichten sie auf dem schottischen Label Soma Records. So erschienen ab 1994 die Maxi-Singles The New Wave/Assault/Alive, Da Funk/Rollin’ & Scratchin’ und Indo Silver Club.
In der britischen Underground-Szene machten sie sich mit ihrem harten und avantgardistischen Sound sehr schnell einen Namen und traten immer häufiger bei Festivals und Veranstaltungen auf.
Den ersten kommerziellen Erfolg landete das Duo 1995 mit Da Funk. Ein Jahr später verließen sie Soma Records und veröffentlichten Da Funk ein zweites Mal, diesmal jedoch bei Virgin, welches sie für drei Studioalben und weitere Maxi-Singles unter Vertrag nahm.

### HomeworkundAlive 1997(1997 bis 1999)
Mit der Vorstellung des ersten Studioalbums Homework in der Öffentlichkeit am 17. Januar 1997 kam es zum internationalen Erfolg für Daft Punk. Das 16 Stücke zählende Album umfasste u. a. fast alle bisher auf Soma erschienenen Maxi-Singles. Vor allem die Auskopplungen Around the World, Revolution 909 und Da Funk wurden internationale Erfolge. Das Album gilt als der wesentliche Einfluss für die Housemusik der Jahre 1997–2001, insbesondere das Filter-House-Genre.
Der Erfolg von Homework ermöglichte dem Duo genug Spielraum für weitere Experimente. Nach ihrer Welttournee 1997 widmeten sich Bangalter und Homem-Christo verstärkt ihren eigenen Labels Roulé und Crydamoure. Thomas Bangalter veröffentlichte 1998 zusammen mit Alan Braxe und Benjamin Diamond unter dem Namen Stardust den Welterfolg Music Sounds Better with You.

### Discovery(1999 bis 2003)
Neben den ruhigeren Klängen von Digital Love und Something About Us fanden sich auf dem Album auch Dancefloor-taugliche Stücke wie beispielsweise Crescendolls oder Superheroes. Harder, Better, Faster, Stronger und Short Circuit ließen derweil an vergangene Homework-Erfolge erinnern.
Das Hauptstück der Melodie wurde dabei aus einem Funk- bzw. Disco-Track herausgenommen und mit elektronischen Hilfsmitteln verändert und bereichert sowie an eine eigene Komposition angepasst. So ist die sich wiederholende Schleife von Superheroes nichts weiter als ein Stück aus Who’s Been Sleeping in My Bed, geschrieben von Barry Manilow.
Der neuartige Klang des Albums ist dem Einsatz eines zur damaligen Zeit neuartigen Samplers zu verdanken, dem Roland VP 9000, der eine besondere Flexibilität und Spielbarkeit von Samples ermöglichte und Daft Punk von Roland vor der Markteinführung zur Verfügung gestellt wurde. Der Sound des VP 9000 ist das entscheidende Stilmittel des Albums, erkennbar an den auffälligen Synthiegitarren, den gespielt klingenden Vocalsamples usw. Als das Gerät mit Erscheinen des Albums auf dem regulären Markt erschien, war es bereits so sehr mit dem Daft-Punk-Sound verbunden, dass es für Dance-Produzenten nahezu unbrauchbar geworden war und daher floppte.
Anders als bei ihrem ersten Album, welches sie fast gänzlich allein produziert hatten, setzten Bangalter und Homem-Christo diesmal auf Kooperationen mit Künstlern wie etwa Todd Edwards, Romanthony und DJ Sneak.
Nach Erscheinen des Albums gab es weitere Auskoppelungen mit Remixes von Jess & Crabbe und The Neptunes (Harder, Better, Faster, Stronger). Auch Kanye West veröffentlichte 2007 eine Cover-Version von Harder, Better, Faster, Stronger im Hip-Hop-Stil (Stronger).
Trotz der Charterfolge und 2,9 Millionen verkaufter Alben wurde Discovery für Virgin ein weniger lukratives Geschäft als Homework, nicht zuletzt aufgrund der enormen Marketingkosten, welche das Label auf sich genommen hatte.
Daft Punk begannen während der Arbeiten an Discovery mit der Anfertigung eines auf die Lieder des Albums aufsetzenden Drehbuches. Für dessen Umsetzung konnten sie das japanische Studio Toei gewinnen. Unter der Regie ihres Jugendidols, des Anime-Regisseurs Leiji Matsumoto, entstand das 60-minütige Anime-Musical Interstella 5555 – The 5tory of the 5ecret 5tar 5ystem.
Einen ersten Vorgeschmack auf den Film bekam die Öffentlichkeit zwischen 2000 und 2001, da die ersten ca. 15 Minuten des Films zugleich die Videoclips der fünf im Fernsehen gelaufenen Singles One More Time, Aerodynamic, Digital Love, Harder, Better, Faster, Stronger und Something About Us waren. Außerdem wurde der ganze Film auf die Videos des Albums Discovery verteilt, jeder Titel enthält daher einen Teil (von vierzehn) des Gesamtfilms.
Interstella 5555 kam 2003 in die japanischen Kinos, lief außerhalb Japans aber nur in wenigen ausgewählten Kinos, vor allem in Frankreich und den USA. Das Erscheinen des Films sorgte für Furore in internationalen Anime-Fankreisen, jedoch blieb er einem großen Publikum – abgesehen von Japan – weitgehend unbekannt, obwohl er u. a. in Frankreich und Deutschland auf DVD erschien. Die Produktionskosten betrugen 4 Millionen Dollar. Es wird vermutet, dass Daft Punk die komplette Produktion aus eigener Tasche bezahlt haben. Der Film wirft, abseits seiner phantasmagorisch gestalteten Szenen und Reminiszenzen längst vergangener Tage der Anime-Filme, einen kritisch-ironischen Blick auf das Musikgeschäft. 2024 wurde mittels KI in 4K HD ein Remaster des Films erstellt und am 12. Dezember 2024 weltweit in Kinos aufgeführt.
Auch in Sachen Internet ging das Duo unorthodoxe Wege. In einer Zeit, in welcher der Krieg zwischen dem damaligen Filesharing-Netzwerk Napster und der Musikindustrie tobte, bot Daft Punk eigene Produktionen und Remixes kostenlos über das Internet an.
Zugangsberechtigt waren alle Käufer des Albums Discovery, dem bis Dezember 2003 eine Daft-Club-Mitgliedskarte beigefügt war. Die Nutzer konnten sich mit ihrer ID-Nummer die Lieder auf der (lange Zeit geschlossenen, seit 12. Dezember 2024 aber wieder verfügbaren) Seite www.daftclub.com entweder anhören oder auch herunterladen. Die Dateien konnten zum Ärger vieler Nutzer zunächst ausschließlich auf dem zu installierenden „Daft Player“ abgespielt werden und waren DRM-geschützt. Strategischer Partner waren die DRM-Spezialisten „Intertrust Technologies“.
2003 wurde unter dem Namen Daft Club eine Compilation veröffentlicht, welche sämtliche online gestellten Werke sowie weitere Stücke zusammenfasste.

### Human After AllundAlive 2007(2004 bis 2007)
Ihr drittes Studioalbum Human After All erschien am 14. März 2005. Der Starttermin wurde seitens des Plattenlabels EMI um eine Woche vorverlegt, um der Tatsache entgegenzutreten, dass das Album seit Februar 2005 in P2P-Netzwerken zum Download angeboten wurde.
Human After All beinhaltet zehn Stücke. Das gesamte Album wurde innerhalb nur weniger Wochen zwischen dem 13. September und dem 9. November 2004 produziert. Die erste Single Robot Rock war bereits seit Ende Januar 2005 in mehreren Online-Musikläden zu kaufen und damit ein gutes Stück vor der offiziellen Vorstellung am 15. März 2005. Human After All ist eine fast totale Abkehr vom Sample-Prinzip hin zu rohen und brutaleren, elektronischen Klängen. In der Tat findet sich nur ein einziges Sample auf dem gesamten Album. Bereits im Vorfeld des Erscheinens gab es sehr kontroverse Diskussionen um dieses Album, welches für viele Anhänger einen zu radikalen Bruch mit der Vergangenheit darstellt. Es war bei den Grammy Awards 2006 in der Kategorie „Best Dance/Electronic Album“ nominiert worden. 2006 erschien außerdem der Film Daft Punk’s Electroma, der von Daft Punk gedreht wurde.
Von April 2006 bis Dezember 2007 gingen Daft Punk nach 1997 zum zweiten und letzten Mal auf Live-Tournee. Die Alive 2006/2007 genannte Tour umfasste Auftritte in Nordamerika, Europa, Japan und Australien. Das im November 2007 veröffentlichte Livealbum Alive 2007 wurde am 14. Juni 2007 im Palais Omnisports de Paris-Bercy in Paris mitgeschnitten.

### Tron: Legacy(2008 bis 2011)
Im März 2009 wurde bekannt, dass Daft Punk den Soundtrack zum Film Tron: Legacy produzieren werden. Auf der Comic-Con International erklärten die Macher des Films, dass das Duo bereits 24 Stücke für den Film produziert hat. Das Album erschien am 6. Dezember 2010 via Walt Disney Records. Zudem hatten Daft Punk einen Cameo-Auftritt in Tron: Legacy.
Am 8. April 2011 brachte Daft Punk das Remix-Album Tron Legacy: Reconfigured heraus, welches 15 Remixes von vielen All-Stars der House Musik-Szene enthält (z. B. The Crystal Method, Boys Noize, Kaskade, Japanese Popstars).

### Random Access Memories(2011 bis 2015)
Soma Records veröffentlichte einen Vorabtrack mit dem Titel Drive, der entstand, als das Duo noch mit Soma Records an Rollin’ and Scratchin’ sowie Da Funk arbeitete. Der Track wurde innerhalb einer Jubiläumsedition anlässlich des 20-jährigen Bestehens von Soma veröffentlicht.
Daft Punk arbeiteten an ihrem vierten Studioalbum zusammen mit dem Singer-Songwriter Paul Williams sowie Chic-Frontmann Nile Rodgers. Williams gab an, dass das Projekt bereits seit 2010 bestehe. Giorgio Moroder nahm für das Album einen Monolog über sein Leben auf.
Im Oktober 2012 veröffentlichte Daft Punk einen 15-minütigen Mix von Bluesmusiker Junior Kimbrough für Hedi Slimanes Yves Saint Laurents Fashion Show. Das Duo wurde außerdem auf Platz 44 der jährlichen DJ Magazine’s „Top 100 DJs list“ gewählt.
Im Jahr 2013 erschien das Album Random Access Memories. Die Vorabsingle Get Lucky wurde zusammen mit Pharrell Williams und Nile Rodgers aufgenommen. Am 28. Mai 2013 erreichten das Album und die Single Get Lucky Platz eins der deutschen Charts. Das Album wurde von vielen Kritikern gelobt. Bei den Grammy Awards 2014 waren Daft Punk die erfolgreichsten Künstler. Mit Single und Album des Jahres gewannen sie in zwei Hauptkategorien. Bei Pop bzw. Dance sowie in einer technischen Kategorie bekamen sie drei weitere Auszeichnungen.

### Auflösung
Am 22. Februar 2021 veröffentlichte die Band auf YouTube ein Epilogue betiteltes Video mit Ausschnitten aus Daft Punk’s Electroma, das eine Einblendung mit dem Text 1993–2021 (Minute 5:19–5:29) zeigt. Hinterlegt ist das Video mit einem Ausschnitt des auf dem Album Random Access Memories erschienenen Musikstücks Touch (feat. Paul Williams), das bei Minute 5:04 langsam lauter wird, bis es die Lautstärke des Liedes in der vollständigen Form hat und bei Minute 7:51 abrupt endet. Auf Rückfrage bestätigte ihre langjährige Sprecherin Kathryn Frazier die Auflösung, gab aber keine Gründe dafür bekannt.

## Öffentlichkeit und Medien
Daft Punk waren erfolgreich darin, ihre Gesichter aus der Presse herauszuhalten. Authentische Fotos sind allerdings durch Suchmaschinen im Internet auffindbar. Das Erscheinungsbild wird bestimmt durch ihre charakteristischen Roboterhelme, welche sie seit 1999 zu tragen pflegen. Die ersten Helme wurden von der kalifornischen Firma LED FX gefertigt, später von Ironhead Studios hergestellt. Sie stehen unter dem Copyright des Duos.
Daft Punk trat als Unterstützer für das Lotus F1 Team beim Großen Preis von Monaco 2013 auf.
Mia Hansen-Løves Spielfilm Eden (2014) über die Entstehung der French-House-Szene beschäftigt sich auch mit der Entwicklung von Daft Punk.

## Diskografie
Studioalben

| Jahr | Titel Musiklabel                               | Höchstplatzierung, Gesamtwochen, AuszeichnungChartplatzierungen (Jahr, Titel, Musiklabel, Platzierungen, Wochen, Auszeichnungen, Anmerkungen) | Höchstplatzierung, Gesamtwochen, AuszeichnungChartplatzierungen (Jahr, Titel, Musiklabel, Platzierungen, Wochen, Auszeichnungen, Anmerkungen) | Höchstplatzierung, Gesamtwochen, AuszeichnungChartplatzierungen (Jahr, Titel, Musiklabel, Platzierungen, Wochen, Auszeichnungen, Anmerkungen) | Höchstplatzierung, Gesamtwochen, AuszeichnungChartplatzierungen (Jahr, Titel, Musiklabel, Platzierungen, Wochen, Auszeichnungen, Anmerkungen) | Höchstplatzierung, Gesamtwochen, AuszeichnungChartplatzierungen (Jahr, Titel, Musiklabel, Platzierungen, Wochen, Auszeichnungen, Anmerkungen) | Höchstplatzierung, Gesamtwochen, AuszeichnungChartplatzierungen (Jahr, Titel, Musiklabel, Platzierungen, Wochen, Auszeichnungen, Anmerkungen) | Anmerkungen                                                  |
| Jahr | Titel Musiklabel                               | DE | AT | CH | UK | US | FR | Anmerkungen                                                  |
| ---- | ---------------------------------------------- | --- | --- | --- | --- | --- | --- | ------------------------------------------------------------ |
| 1997 | Homework Daft Trax • Virgin Records (EMI)      | DE44 (19 Wo.)DE | AT34 (16 Wo.)AT | CH33 a (3 Wo.)CH | UK8 Platin · (41 Wo.)UK | US150 Gold · (19 Wo.)US | FR3 Platin · (104 Wo.)FR | Erstveröffentlichung: 20. Januar 1997 Verkäufe: + 2.000.000  |
| 2001 | Discovery Virgin Records (EMI)                 | DE5 Gold · (26 Wo.)DE | AT6 (19 Wo.)AT | CH6 Gold · (29 Wo.)CH | UK2 ×2Doppelplatin · (61 Wo.)UK | US23 Gold · (30 Wo.)US | FR2 ×3Dreifachplatin · (128 Wo.)FR | Erstveröffentlichung: 26. Februar 2001 Verkäufe: + 3.090.000 |
| 2005 | Human After All Virgin Records (EMI)           | DE38 (6 Wo.)DE | AT23 (7 Wo.)AT | CH8 (8 Wo.)CH | UK10 Gold · (5 Wo.)UK | US98 (1 Wo.)US | FR3 ×2Doppelgold · (37 Wo.)FR | Erstveröffentlichung: 9. März 2005 Verkäufe: + 300.000       |
| 2013 | Random Access Memories Columbia Records (Sony) | DE1 ×3Dreifachgold · (39 Wo.)DE | AT1 ×2Doppelplatin · (42 Wo.)AT | CH1 Platin · (85 Wo.)CH | UK1 ×2Doppelplatin · (44 Wo.)UK | US1 ×2Doppelplatin · (54 Wo.)US | FR1 ×2Doppeldiamant · (169 Wo.)FR | Erstveröffentlichung: 17. Mai 2013 Verkäufe: + 5.092.403     |

## Auszeichnungen und Nominierungen

### Preise
- Brit Awards
  - 2014: in der Kategorie „Best International Group“
- Dance Music Award
  - 2001: in der Kategorie „Erfolgreichstes Album“ (Discovery)
  - 2001: in der Kategorie „Radio Dance Hit“ (One More Time)
- DJ Awards
  - 1998: in der Kategorie „DJ’s Band of the Year“
- Grammy Awards
  - 2009: in der Kategorie „Best Dance Recording“
  - 2009: in der Kategorie „Best Electronic/Dance Album“
  - 2014: in der Kategorie „Best Dance/Electronica Album“
  - 2014: in der Kategorie „Best Engineered Album, Non-Classical“
  - 2014: in der Kategorie „Best Pop Duo/Group Performance“
  - 2014: in der Kategorie „Record of the Year“
  - 2014: in der Kategorie „Album of the Year“
- International Dance Music Awards
  - 2008: in der Kategorie „Best Dance Artist (Group)“
- Swiss Music Awards
  - 2014: in der Kategorie „Best Hit International“ (Get Lucky)

### Nominierungen
- Brit Awards
  - Best international group
  - Best international Newcomer
- Echo Pop
  - Electronic Dance Music National/International (2014)
  - Hit des Jahres (2014)
- Grammy Awards
  - Best Dance Recording (1998)
  - Best Dance Recording (1999)
  - Best Dance Recording (2002)
  - Best Pop Instrumental Performance (2002)
  - Best Electronic/Dance Album (2006)
- MTV Europe Music Awards
  - Best international video
- MTV Video Music Awards:
  - Best international video
- Swiss Music Awards:
  - Best Album Pop/Rock International (2014)
  - Best Album International (2014)